# Kefferhausen
Kefferhausen là một đô thị thuộc huyện Eichsfeld nước Đức. Đô thị này có diện tích 10,39 km², dân số thời điểm 31 tháng 12 năm 2006 là 794 người.